# Walter Gorini
Walter Gorini (ur. 29 sierpnia 1944 w Cotignoli) – włoski kolarz torowy, dwukrotny medalista mistrzostw świata.

## Kariera
Pierwszy sukces w karierze Walter Gorini osiągnął w 1966 roku, zdobywając brązowy medal w wyścigu tandemów podczas mistrzostw świata we Frankfurcie. W zawodach tych Włochów wyprzedzili jedynie Francuzi Pierre Trentin i Daniel Morelon oraz reprezentanci RFN Klaus Kobusch i Martin Stenzel. W tej samej konkurencji zdobył także złoty medal w parze z Giordano Turrinim na mistrzostwach świata w Rzymie.  W 1968 roku wystartował także na igrzyskach olimpijskich w Meksyku, gdzie razem z Luigim Borghettim zajął czwarte miejsce w tandemach, przegrywając walkę o brąz z belgami. Ponadto w swej koronnej konkurencji zdobył dwa tytuły mistrza kraju w 1966 i 1968 roku.